# Александр Колдер
Алекса́ндр Ко́лдер (англ. Alexander Calder, 22 липня 1898 року, Лоунтон, Пенсільванія, США — 11 листопада 1976 року, Нью-Йорк) — американський скульптор, який набув всесвітню популярність завдяки своїм чудернацьким фігурам з дроту та «мобілям» — кінетичними скульптурами, які приводяться в рух електрикою або вітром.

## Біографія і творчість
Народився у родині відомого у США скульптора Александра Стірлінга Колдера та художниці Нанет Ледерер Колдер. Його дід, також відомий скульптор Александр Мілн Колдер, автор величної статуї Вільяма Пенна, що вінчає Філадельфійську ратушу, в 1868 році приїхав до Пенсильванії з Шотландії. Мати — художниця, яка вчилася в 1888—1893 в Парижі. Зростав на ранчо в Аризоні і в Пасадені. Скульптурою займався з дитинства; переїжджаючи за батьком з міста в місто, завжди мав поруч з батьківською свою дитячу «майстерню». У 1920-х працював художником в газеті, оформлювачем циркових вистав.

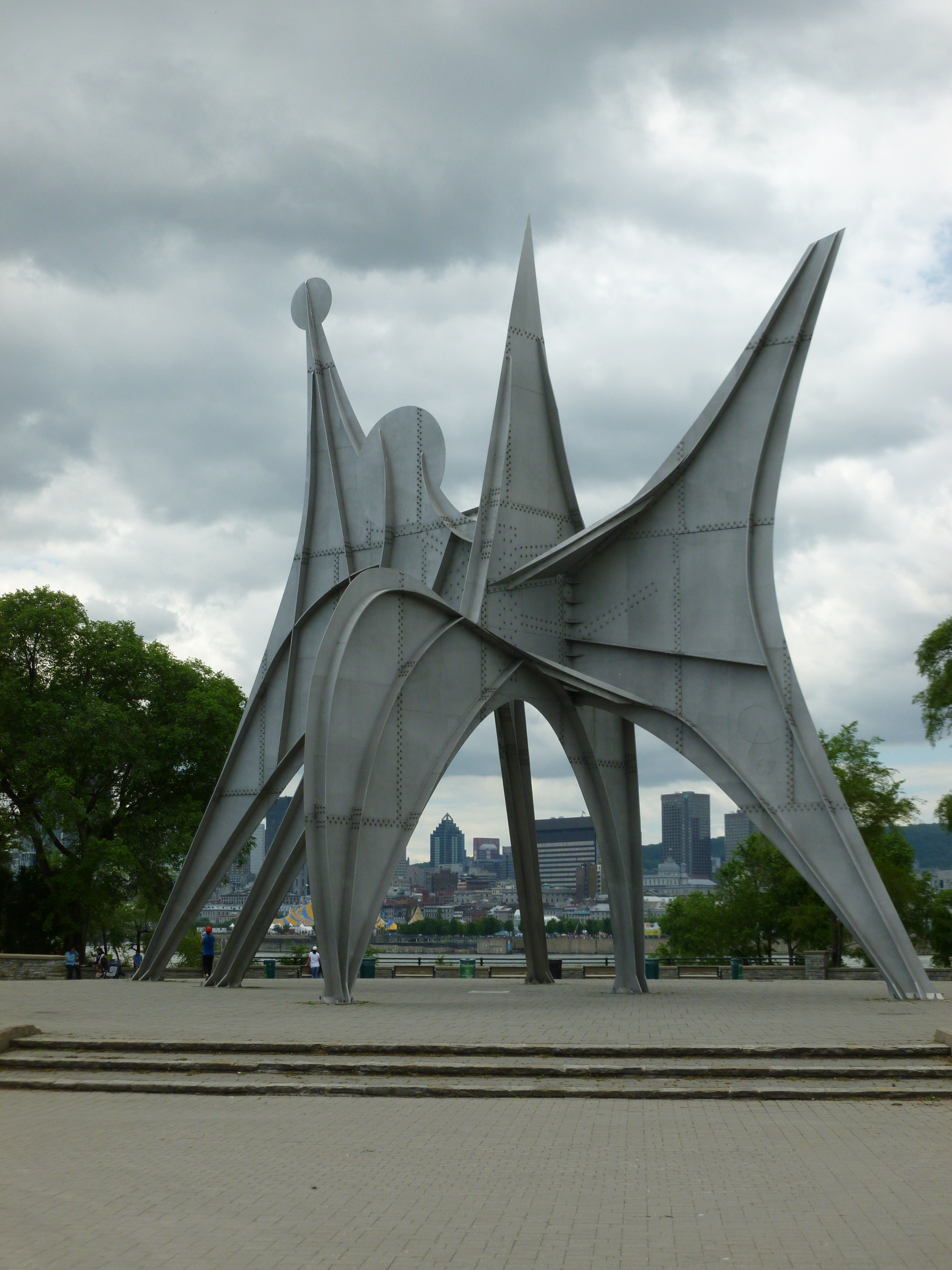
Людина, 1967, стабіль, Монреаль

З 1915 по 1919 роки пройшов навчання в Технологічному інституті Стевенса, отримавши диплом інженера-механіка.
У 1922 року в Нью-Йорку відвідував вечірні курси малювання, у 1923 році пройшов курс навчання в нью-йоркській художній школі «Арт стьюдентс ліг».
У 1926 року переїхав до Парижу, де товаришував з колами сюрреалістів і конструктивістів. Тоді ж знаходить нову форму скульптури — фігурки з дроту. Це постаті — малюнки в просторі, наділені гумором і рухливістю маріонеток, гнучкий матеріал, з якого вони виготовлені, дозволяє легко змінювати пози фігур.
У 1927 році влаштувався в Парижі, наблизився до авангардних кіл (Міро, Кокто, Ман Рей, Мондріан, Деснос, Леже, Ле Корбюзьє та ін.) В 1931 увійшов до групи нефігуративістів (фр. Abstraction-Création, «Абстракція-Творчість»).
Колдера дуже цікавив цирк і він створив мініатюрну модель арени, заповнену безліччю фігурок циркачів «Цирк Колдера» (1926—1930). Персонажі, виконані з м'яких матеріалів, дротів, каучукових трубок, і автор цієї іграшки влаштовував сеанси вистав для своїх друзів.
При відвідуванні в 1930 майстерні Мондріана Колдер відкрив для себе потенціал узагальненого моделювання структур реального світу. Відмовившись від принципової статичності мондріанівського неопластицизму, він поставив перед собою завдання створення динамічних систем, що відображають безперервну мінливість природи. Іншим стимулом переходу до кінетичного мистецтва послужили враження, отримані в планетарії, де демонструвався рух небесних тіл. З початку 1930-х Колдер починає створювати абстрактні динамічні конструкції, т. зв. мобілі. Ранні мобілі, іноді вельми близькі до композицій Мондріана, приводилися в рух мотором «Універсум» (1934).
Надалі Колдер відмовляється від механіки і знаходить «природний» спосіб динамізації форми шляхом розрахунку її власного конструктивного балансу, співвідношення опорних і підвісних елементів. Легкі пластинки, прикріплені до тонких металевих стержнів, невпинно коливаються, а вся система розгойдується і обертається при найменшому подиху повітря. Спираючись на інженерні знання, Колдер точно вибудовував структури нестійкої рівноваги, і вчені не раз розглядали їх як наочні моделі дійсних процесів, що відбуваються в природі. Мобілі розташовувалися на вертикальних підставках, кріпилися до стіни на кронштейнах, але частіше підвішувалися до стелі. (Весела риба, 1948).
У 1950-і мобілі Колдера стали окрасою багатьох інтер'єрів завдяки їх декоративним якостям, що добре узгоджувались з архітектурою функціоналізму.
Паралельно з роботою над мобілями Колдер створював т. зв. стабілі — статичні скульптури з пофарбованого металу. Ранні стабілі, невеликих розмірів, мали вигляд небачених тварин, вигаданих фантазією художника. Пізніше, з надходженням замовлень на прикрасу площ, вони набули характеру монументальних скульптур. Великі конструкції, змонтовані з металевих площин різноманітних обрисів, врізаються в простір, залишаючи великі отвори у вигляді аркових прольотів. Повторюючи форми технічних споруд (мостів, будівельних каркасів, заводського обладнання), вони одночасно містять у собі і образи органічного світу — фігури людей, екзотичних тварин, птахів що злітають або впали . (Риба — диявол, 1937).
Монументальні стабілі Колдера органічно увійшли в архітектурні ансамблі багатьох міст Європи та Америки. (Людина, площа Монреаля, 1967)
З 1950-х Колдер переважно займався монументальною скульптурою. В 1966 опублікував «Автобіографію з картинками». Помер від серцевого нападу після відкриття своєї великої ретроспективної виставки в нью-йоркському музеї Уїтні.

## Визнання
Перша ретроспективна виставка відбулася в Музеї сучасного мистецтва в Нью-Йорку (1943), потім в Парижі (1946, передмову до каталогу написав Сартр). В 1952 Колдер отримав велику премію  Венеціанської Бієнале.

## Твори

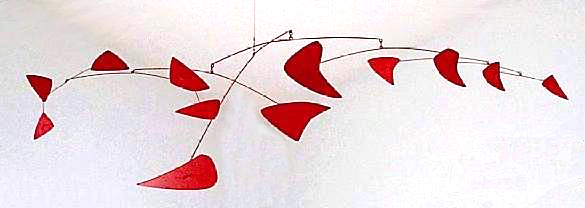
«Червоний мобіль», 1956. Монреальський музей образотворчих мистецтв

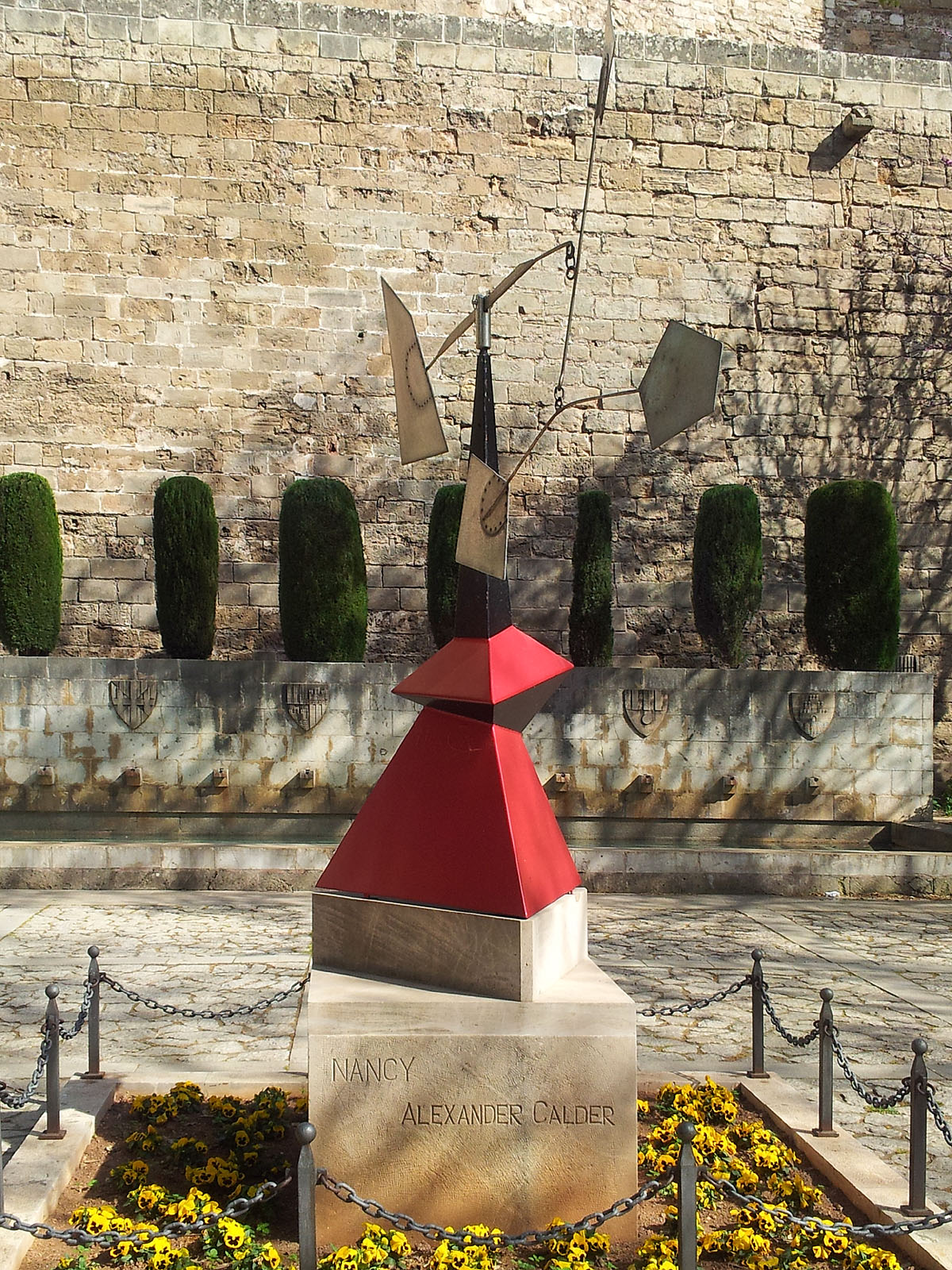
«Ненсі», 1971. Королівський сад, Пальма, Іспанія

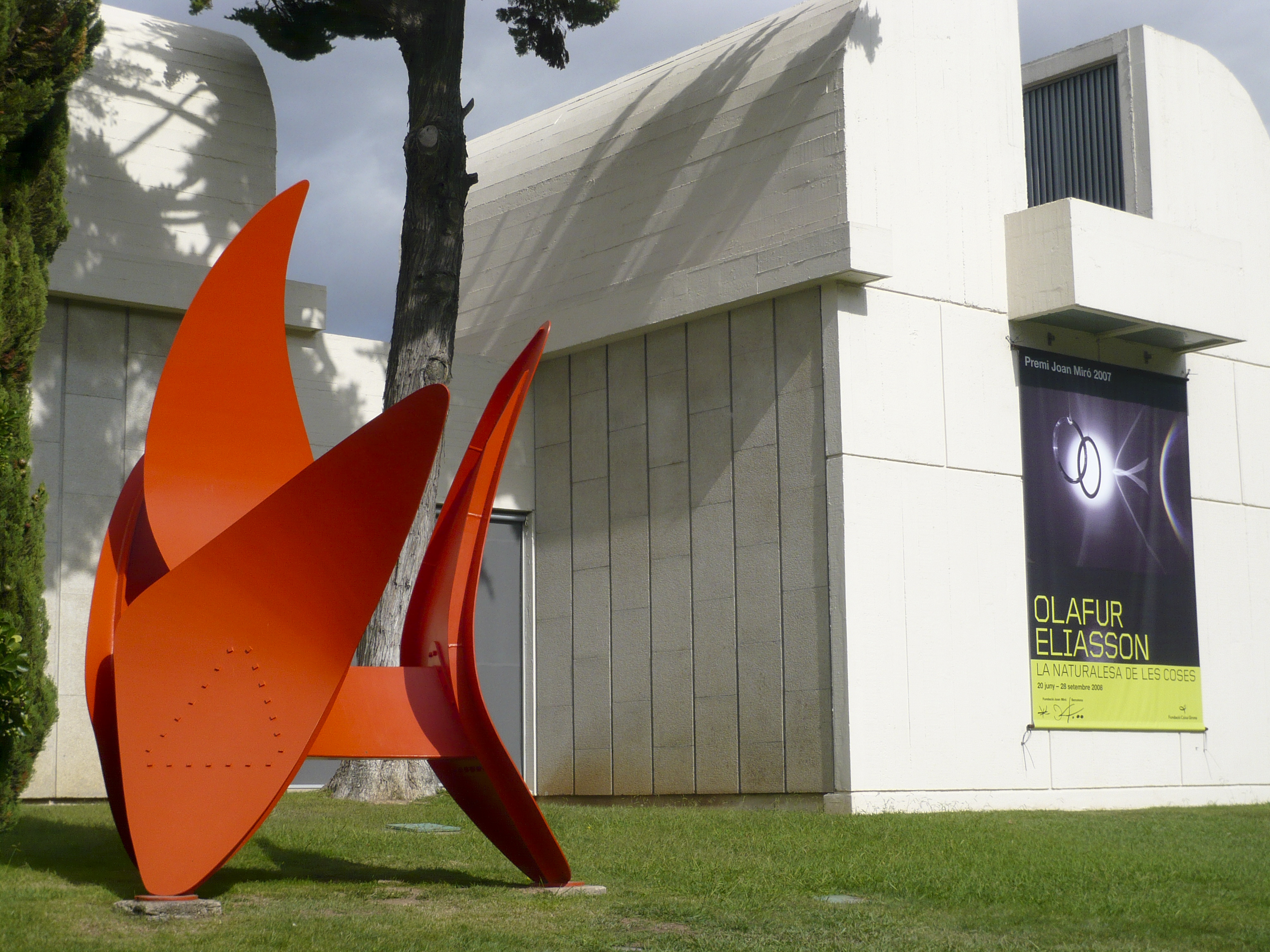
«4 крила», 1972. Фонд Жуана Міро, Барселона

- The Flying Trapeze (1925, полотно, олія)
- Elephant (ок. 1928, дріт, дерево)
- Two Acrobats (бл. 1928, мідний дріт, фарбоване дерево)
- Aztec Josephine Baker (бл. 1929, дріт, портрет Жозефіни Бейкер)
- Untitled (1931, дріт, дерево, мотор, один з перших кінетичних мобілей)
- Feathers (1931, дріт, дерево, фарба)
- Cone d'ebene (1933, ебоніт, металічний стержень, дріт)
- Form Against Yellow (1936, листове залізо, дріт, фанера, струна, фарба)
- Object with Yellow Background (1936, фарбоване дерево, метал, струна)
- A mercury fountain (1937, листове залізо, ртуть)
- Devil Fish (1937, листове залізо, болти, фарба)
- 1939 New York World's Fair (1938, листове залізо, дріт, дерево, струна, фарба)
- Necklace (ок. 1938, мідний дріт, скло, дзеркало)
- Sphere Pierced by Cylinders (1939, дріт, фарба)
- Lobster Trap and Fish Tail (1939, листове залізо, дріт, фарба)
- Black Beast (1940, листове залізо, болти, фарба)
- S-Shaped Vine (1946, листове залізо, дріт, фарба)
- Sword Plant (1947, листове залізо, дріт, фарба)
- Snow Flurry (1948, листове залізо, дріт, фарба)
- 125 (1957, стальна пластина, стержні, фарба)
- La Spirale (1958, сталева пластина, стержень, фарба)
- Teodelapio (1962, сталева пластина, фарба)
- Man (1967, нержавіюча сталева пластина, болти, фарба)
- La Grande Vitesse (1969, сталева пластина, болти, фарба)
- Eagle (1971, стальна пластина, болти, фарба)
- «Ненсі» (1971, листове залізо, фарба)
- White and Red Boomerang (1971, фарбований метал, дріт)
- «4 крила», 1972. Фонд Жуана Міро, Барселона
- Stegosaurus (1973, сталева пластина, болти, фарба)
- Cheval Rouge (1974, листове залізо, червона фарба)
- Flamingo (1974, сталь, червона фарба)
- The Red Feather (1975, сталь, чорна та жовта фарби)
- Untitled (1976, ніздрюватий алюміній, труби, фарба)
- Mountains and Clouds (1976, розфарбований алюміній і сталь)

## Галерея

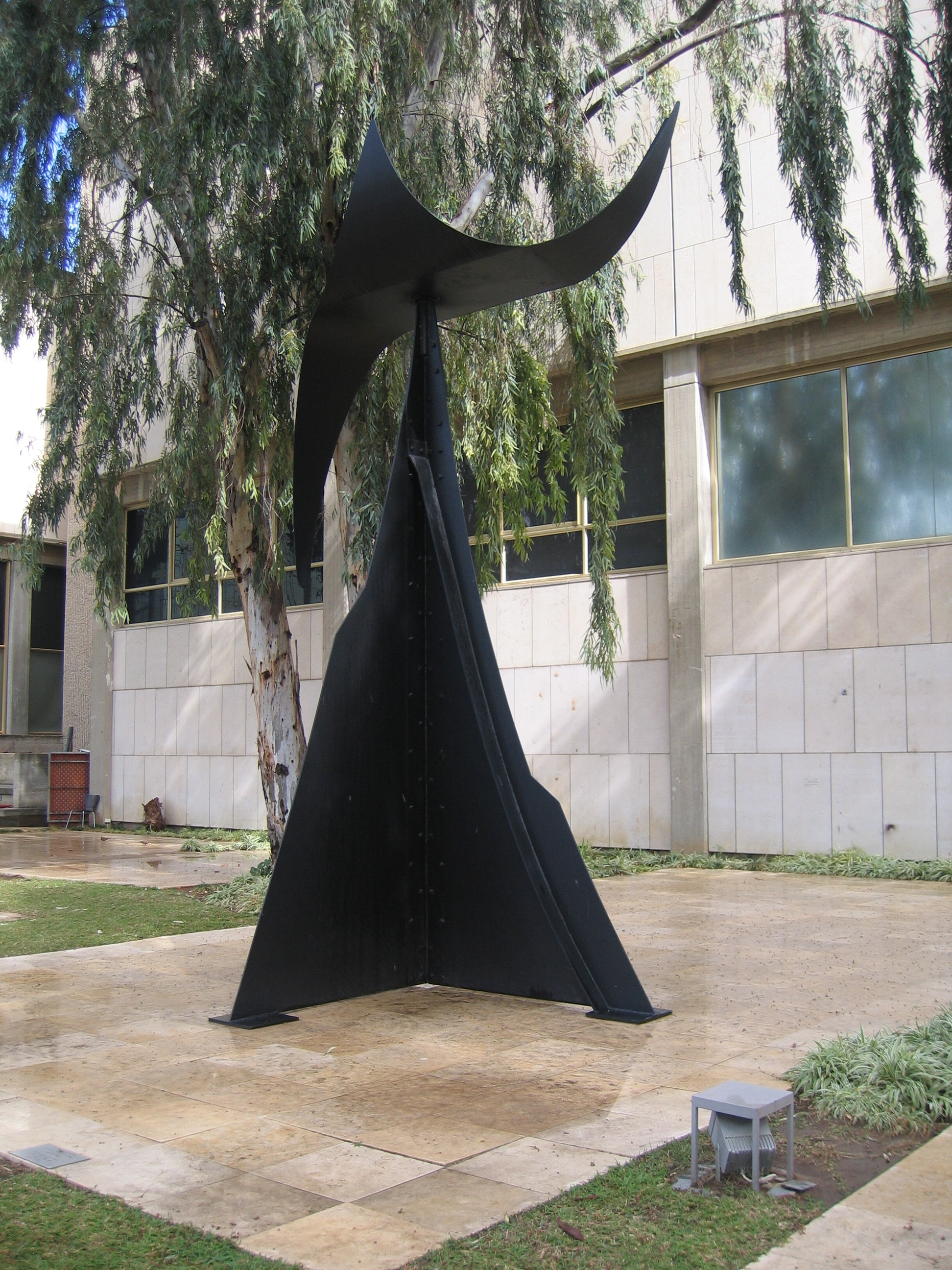
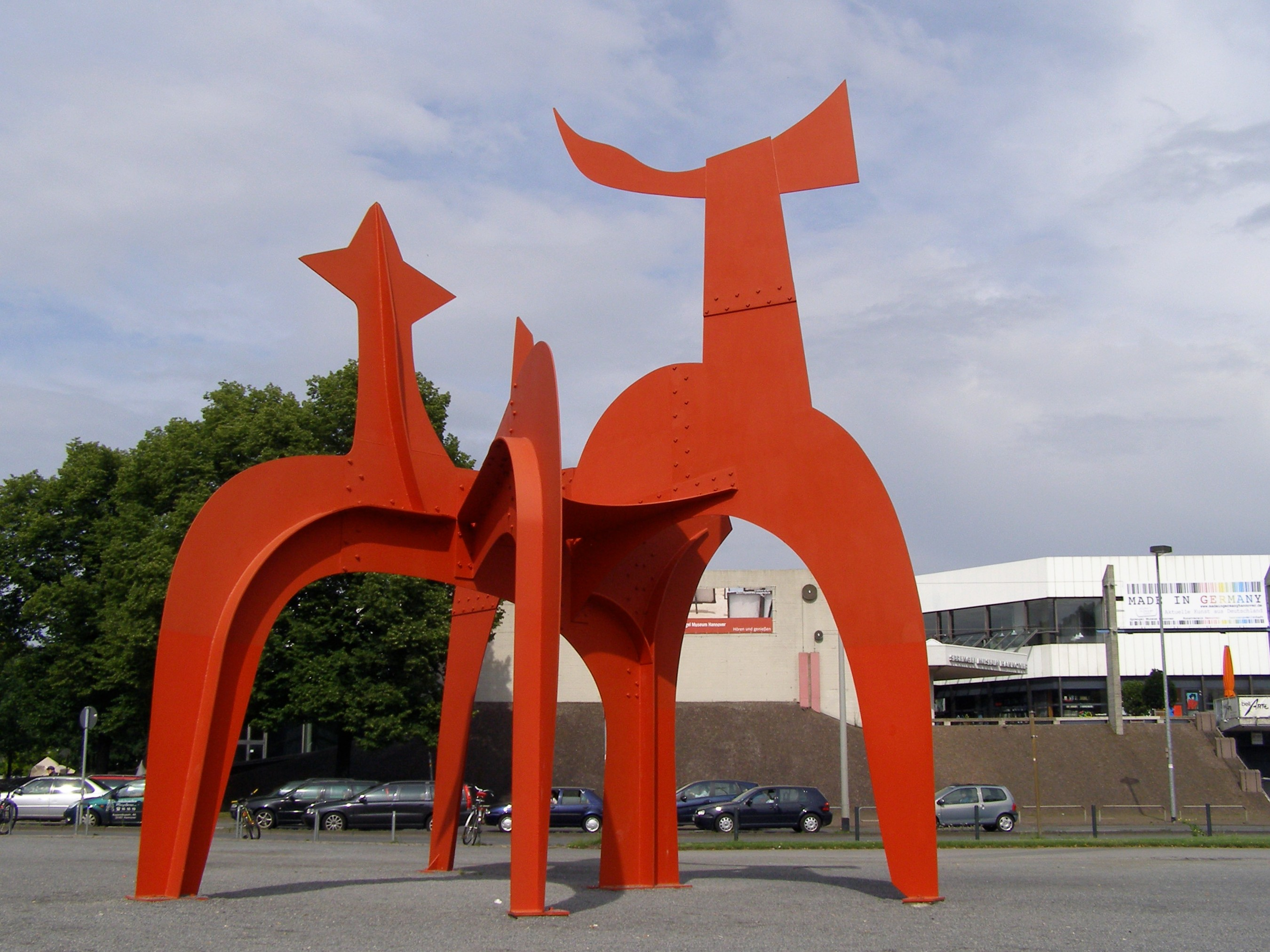
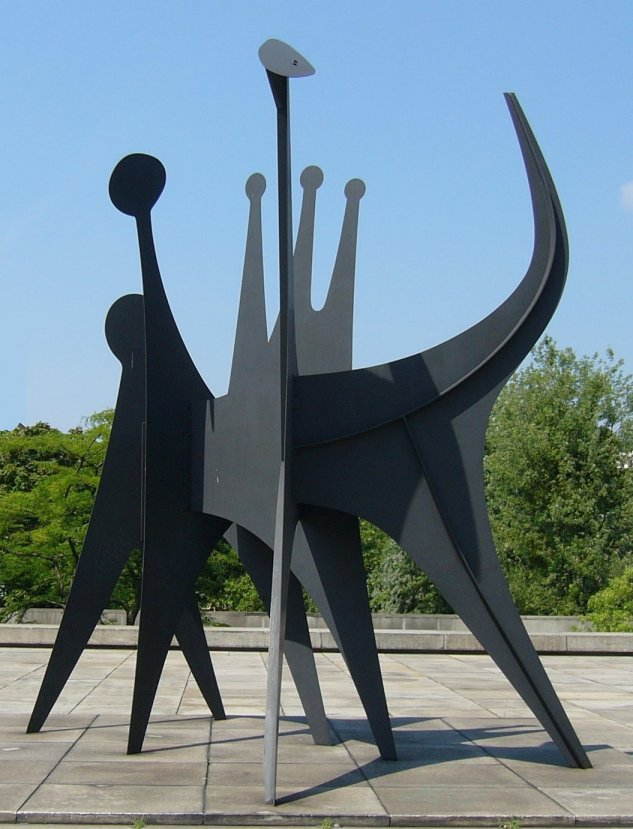
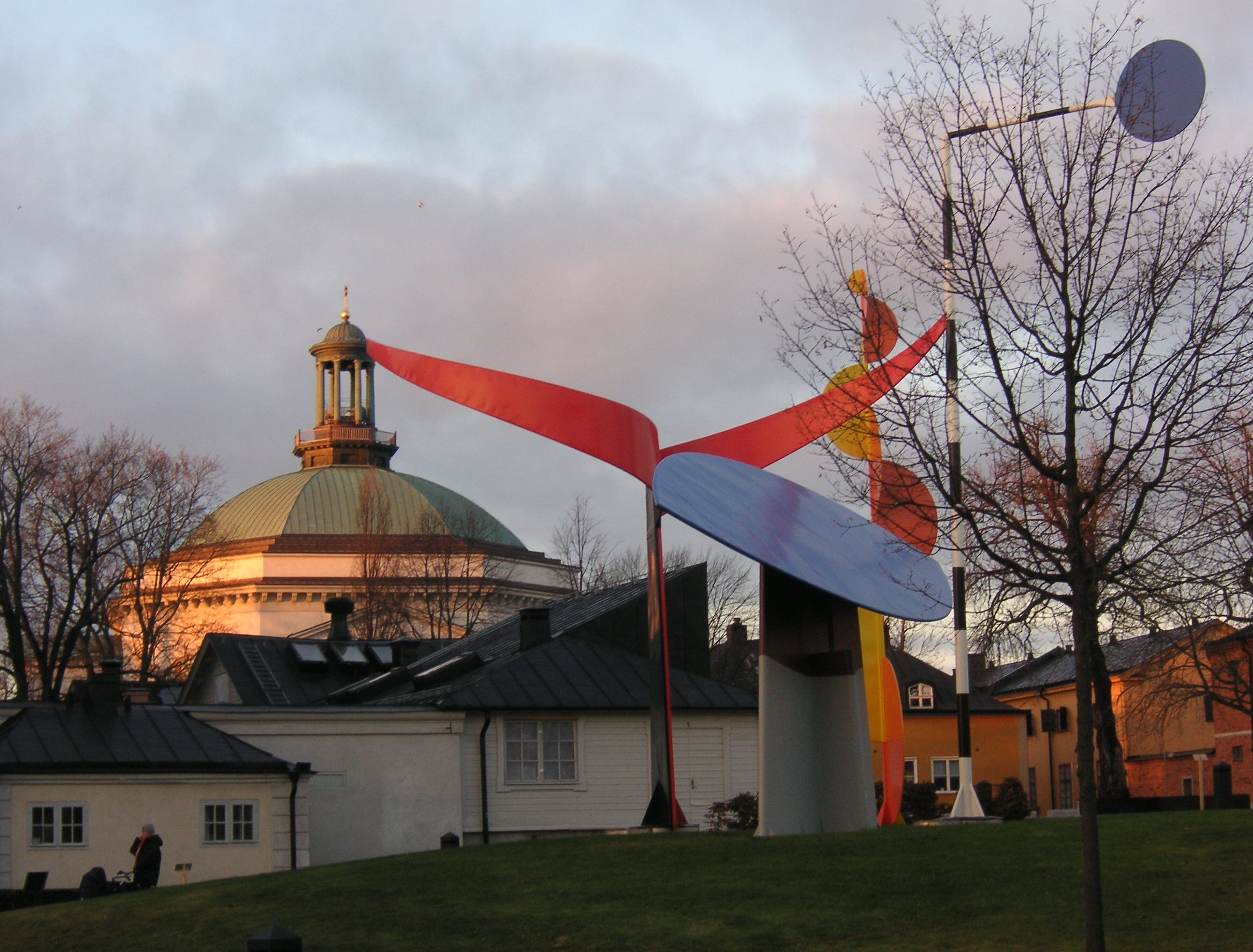
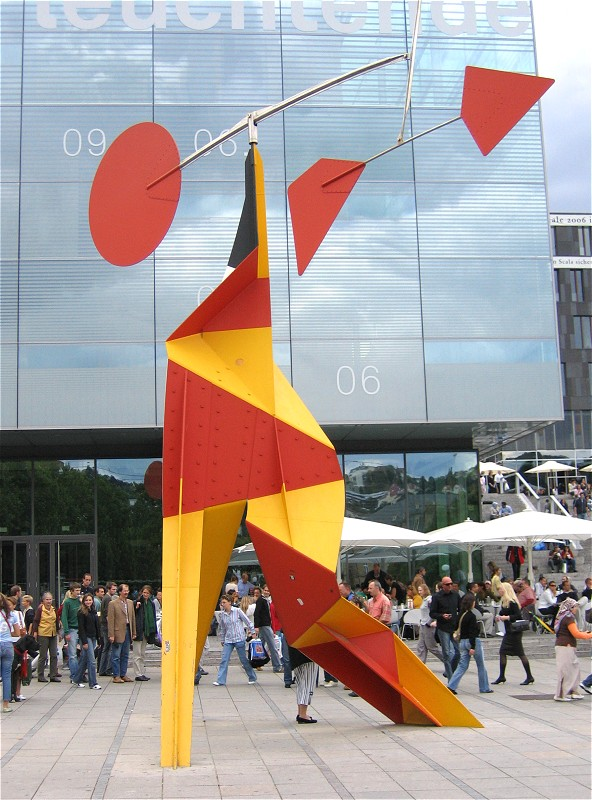
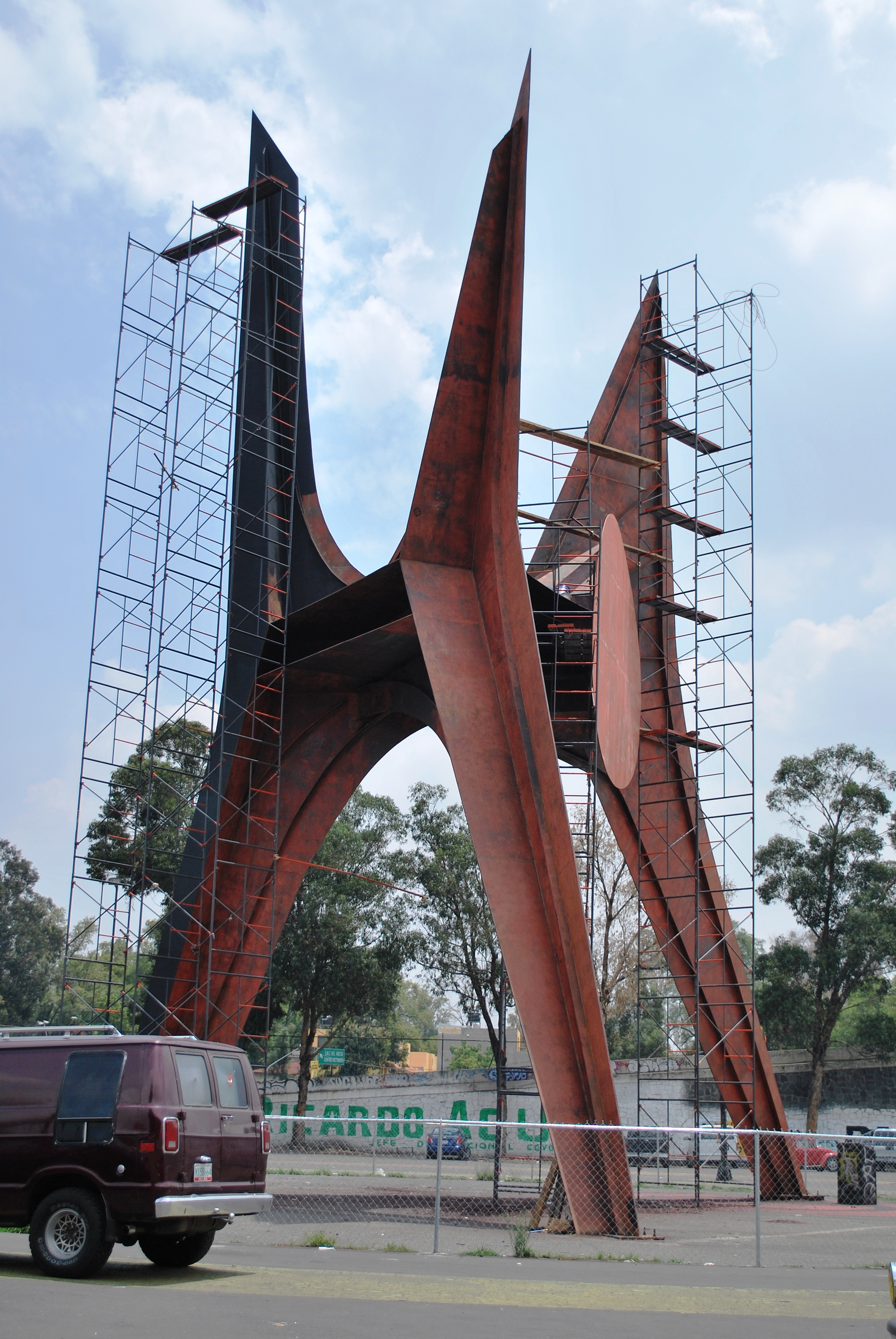